# Mistrzostwa Świata w Piłce Nożnej 2018 (eliminacje strefy AFC)/Grupa 6

## Grupa 6
| Lp. | Drużyna         | M | Mecze | Mecze | Mecze | Bramki | Bramki | Bramki | Pkt |
| Lp. | Drużyna         | M | W     | R     | P     | +      | −      | +/−    | Pkt |
| --- | --------------- | - | ----- | ----- | ----- | ------ | ------ | ------ | --- |
| 1.  | Tajlandia       | 6 | 4     | 2     | 0     | 14     | 6      | +8     | 14  |
| 2.  | Irak            | 6 | 3     | 3     | 0     | 13     | 6      | +7     | 12  |
| 3.  | Wietnam         | 6 | 2     | 1     | 3     | 6      | 8      | −2     | 7   |
| 4.  | Chińskie Tajpej | 6 | 0     | 0     | 6     | 5      | 18     | −13    | 0   |

## Mecze
| 24 maja 2015 14:00 CEST | Tajlandia · Anan 81' | 1:0(0:0)Raport | Wietnam | Rajamangala, Bangkok Widzów: 40 500 Sędzia: Benjamin Williams |
|                         |                      |                |         |                                                               |

| 18 czerwca 2015 13:30 CEST | Chińskie Tajpej | 0:2(0:2)Raport | Tajlandia · Dangda 21', 40' | Taipei Municipal Stadium, Tajpej Widzów: 18 168 Sędzia: Ali Shaban |
|                            |                 |                |                             |                                                                    |

| 3 września 2015 14:30 CEST | Irak · Adnan 37' · Hosni 59' · Yasin 80' · Mahmoud 88' · Meram 90+1' (k) | 5:1(1:0)Raport | Chińskie Tajpej · 86' Wen Chih-hao | Shahid Dastgerdi Stadium, Teheran (Iran) Widzów: 4200 Sędzia: Yaqoob Abdul Baki |
|                            |                                                                          |                |                                    |                                                                                 |

| 8 września 2015 13:00 CEST | Chińskie Tajpej · Wu Chun-ching 83' | 1:2(0:0)Raport | Wietnam · 54' Đinh Tiến Thành · 90+3' Trần Phi Sơn | Taipei Municipal Stadium, Tajpej Widzów: 20 239 Sędzia: Kim Dae-yong |
|                            |                                     |                |                                                    |                                                                      |

| 8 września 2015 14:00 CEST | Tajlandia · Bunmathan 81' (k) · Tossakrai 84' | 2:2(0:1)Raport | Irak · 34' Meram · 49' Mahmoud | Rajamangala, Bangkok Widzów: 43 572 Sędzia: Masaaki Toma |
|                            |                                               |                |                                |                                                          |

| 8 października 2015 14:00 CEST | Wietnam · Lê Công Vinh 25' | 1:1(1:0)Raport | Irak · 90+7' (k) Mahmoud | Mỹ Đình, Hanoi Widzów: 10 000 Sędzia: Chris Beath |
|                                |                            |                |                          |                                                   |

| 13 października 2015 14:00 CEST | Wietnam | 0:3(0:1)Raport | Tajlandia · 29' Thawikan · 57' (sam.) Đinh Tiến Thành · 70' Bunmathan | Mỹ Đình, Hanoi Widzów: 35 000 Sędzia: Nawaf Szukr Allah |
|                                 |         |                |                                                                       |                                                         |

| 12 listopada 2015 13:00 CET | Tajlandia · Dangda 41' · Anan 53' · Kraisorn 72' · Chanabut 74' | 4:2(1:1)Raport | Chińskie Tajpej · 3' Yaki Yen · 65' Huang Kai-chun | Rajamangala, Bangkok Widzów: 50 000 Sędzia: Dmitriy Mashentsev |
|                             |                                                                 |                |                                                    |                                                                |

| 17 listopada 2015 12:00 CET | Chińskie Tajpej | 0:2(0:1)Raport | Irak · 19' Ismail · 85' Mahmoud | Stadion Narodowy, Kaohsiung Widzów: 11 960 Sędzia: Jumpei Iida |
|                             |                 |                |                                 |                                                                |

| 24 marca 2016 13:00 CET | Wietnam · Lê Công Vinh 9', 90+1' · Nguyễn Văn Toàn 29', 42' | 4:1(3:1)Raport | Chińskie Tajpej · 7' Wu Chun-ching | Mỹ Đình, Hanoi Widzów: 18 350 Sędzia: Adham Makhadmeh |
|                         |                                                             |                |                                    |                                                       |

| 24 marca 2016 15:00 CET | Irak · Kamel 67' · Kadhim 90+4' | 2:2(0:1)Raport | Tajlandia · 39' Tossakrai · 86' Kraisorn | Shahid Dastgerdi Stadium, Teheran (Iran) Widzów: 4000 Sędzia: Abdulrahman Al-Jassim |
|                         |                                 |                |                                          |                                                                                     |

| 29 marca 2016 16:00 CEST | Irak · Abdul-Raheem 45+1' | 1:0(1:0)Raport | Wietnam | Shahid Dastgerdi Stadium, Teheran (Iran) Widzów: 2160 Sędzia: Peter Green |
|                          |                           |                |         |                                                                           |